# Olga Alamán
Olga Alamán Dasí. (Valencia, Comunidad Valenciana) es una actriz, guionista y directora española de cine, teatro y televisión.
Licenciada en Comunicación Audiovisual por la Universidad Carlos III de Madrid ( UC3M) y Arte Dramático en la ESAD.   
Como guionista ha trabajado con la productora El Terrat para el desarrollo de su propia serie Carnaza, también con la productora Capitán Araña trabajó en el desarrollo de la serie infantil The Strange Family ( Disney Channel ). En 2022 fue nominada, junto con el equipo de guion de L'Alqueria Blanca ( A punt) a los premios Alma por su trabajo en la temporada 13 de esta serie.
Como actriz, sus trabajos más destacados son Gran Hotel, Amar en tiempos revueltos y Paella Today.
Es la creadora y organizadora del festival de cine sobre tiburones La Marina Shark Film Festival.

## Biografía
Obtuvo la Licenciatura de Comunicación Audiovisual en la Universidad Carlos III de Madrid y como actriz cursó estudios de interpretación en la ESAD de Valencia.  
Su primer trabajo en su faceta como directora fue sEXo. Tras este corto, se ha labrado una carrera como guionista y directora, firmando cortometrajes como Shituation, un cortometraje documental autobiográfico con el que obtuvo 4 premios y 37 selecciones; ODOS, cortometraje Finalista del Notodofilmfest; o LOVF, cortometraje producido por Taranná Films con una subvención del IVAC y la cadena de televisión autonómica valenciana A PUNT que actualmente se encuentra en distribución por festivales.
Además, Olga Alamán ha dirigido el cortometraje Mírame a los ojos, que escribió Dan Auli y con el que recibió 5 premios en festivales, y el guion de largometraje Tiburones en Ibiza.
En teatro ha dirigido obras como La Chica Almorrana; ha trabajado como Auxiliar de dirección en la obra de teatro como La resistencia, obra dirigida por Lucía Carballal, estrenada en los Teatros del Canal y producida por la Compañía Kamikaze; y fue la Ayudante de dirección de Bárbara, obra dirigida por Maite Pérez Astorga, estrenada en el Teatro Español.
Fue Miembro del Jurado de la edición del Festival de Cine de Madrid que se celebró en 2018.
Olga Alamán, además, es la creadora y organizadora del festival de cine La Marina Shark Film Festival.

Como actriz, ha trabajado en series de televisión como L'Alquería Blanca, Amar en Tiempos Revueltos o Gran Hotel, . En el cine ha trabajado en largometrajes como Paella Today, de César Sabater; en Faraday, de Norberto Ramos del Val; o en El dios de madera, de Vicente Molina Foix. Mientras, en teatro ha participado en montajes teatrales como XXX, de La Fura dels Baus; la ópera Parsifal, dirigida por Werner Herzog; o Tres sombreros de copa, dirigido por Vicente Giner.
Además, en el campo del cortometraje, Olga Alamán ha protagonizado premiados cortometrajes como 2ºA, de Alfonso Díaz; Manual for bored girls, de Jesús Plaza; Lo sé, de Manuela Burló Moreno, (cortometraje que ha recibido el Premio a Mejor Guion en el Festival de Medina del Campo y el Premio Talento FNAC en el Festival de Cine de Málaga); Un millón, de Álex Rodrigo; Mi Kobayashi Maru, de José Luis Mora; Los últimos días del Cine, de Chris Downs; o Acto Reflejo, de Alfonso Díaz.
En el año 2013 participó en el rodaje de uno de los segmentos de  #Sequence, un largometraje colectivo apadrinado por Montxo Armendáriz donde fue dirigida por Roland de Middel.
El 26 de mayo de 2015 recibe el VI Premio Cortometrajista Ejemplar de Cortos con Ñ, en reconocimiento a su trayectoria como actriz

## Trabajos como guionista y directora

### Televisión
- L' Alquería Blanca. (Serie de televisión. Guionista y directora).
- Carnaza. (Guionista. Desarrollo de serie producida por El Terrat).
- The Strange Family. (Desarrollo de guion de serie. Disney Channel. Productora Capitán Araña).

### Teatro
- Bárbara, dirigida por Maite Pérez Astorga (Ayudante de dirección. Representada en el Teatro Español).
- La Resistencia, dirigida por Israel Elejalde (Ayudante de dirección. Representada en los Teatros del Canal. Compañía Kamikaze).
- Fortuna y la máquina de lluvia,  dirigida por Cynthia Miranda. (Ayudante de dirección. Representada en las Naves del Español).
- Niño de octubre, dirigida por Cristina Silveira. (Ayudante de dirección. Representada en las Naves del Español).
- Todos somos Braian, dirigida por Cyntia Miranda. (Ayudante de dirección. Representada en las Naves del Español).
- Voluntad, dirigida por Carolina Román. (Ayudante de dirección. Representada en Teatro Español. Madrid).
- Electra, dirigida por Ester Bellver. (Ayudante de dirección. Representada en Teatro Español. Madrid).
- Alma y vida, dirigida por Pilar Massa. (Ayudante de dirección. Representada en Teatro Español. Madrid).
- El Abuelo, dirigida por Rosario Ruiz. (Ayudante de dirección. Representada en Teatro Español. Madrid).
- Casandra, dirigida por Aitana Galán. (Ayudante de dirección. Representada en Teatro Español. Madrid).
- Celia en los infiernos, dirigida por Vanessa Martínez. (Ayudante de dirección. Representada en Teatro Español. Madrid).
- La chica almorrana, de Olga Alamán (Directora. Representada en La Escalera de Jacob. Madrid).

### Cortometrajes
- LOVF, de Olga Alamán. (Directora. Cortometraje)

- ODOS, de Olga Alamán. (Directora. Cortometraje)

- Mírame a los ojos, de Olga Alamán. (Directora. Cortometraje)

- Shituation, de Olga Alamán. (Directora. Cortometraje)

- sEXo, de Olga Alamán. (Directora. Cortometraje)

## Filmografía como actriz

### Largometrajes
- L’ INVASIÓ dels BÀRBARS. Dirigido por Vicente monsonís (protagonista).
- Mala influencia. Dirigido por Cloe Wallace (reparto)
- Valenciana. Dirigido por Jordi Nuñez.
- Pequeños Calvarios. Dirigido por Hermanos Polo.
- Future Shock. Dirigido por José Luis Mora

- Hacerse mayor y otros problemas. Diridida por Clara Martínez Lázaro.

- La Banda. Dirigida por Roberto Bueso.
- Call TV. Dirigida por Norberto Ramos del Val.

- Paella today. Dirigida por César Sabater.

- Cruzando el sentido. Dirigida por Iván Fernández de Córdoba.

- #Sequence. Largometraje colectivo. Dirigida por Roland De Middel.

- Faraday, de Norberto Ramos del Val.

- Cuatro estaciones, de Marcel Barrena.

- El dios de madera, de Vicente Molina Foix.
- No habrá paz para los malvados. Dirigida por Enrique Urbizu.

### Televisión
- Gran Hotel. Antena 3.
- Amar en tiempos revueltos. TVE.
- L'Alqueria Blanca. Canal 9.
- XHOXB. HBO MAX.

- Centro Médico. TVE.

- Seis hermanas. TVE.
- Miracle Tunes.

- Apaches. Antena 3.

- Tocando al mar. de Pau Dura.

- Cuatro estaciones. Largometraje de Marcel Barrena.

- Paciente 33. de Silvia Quer.

- El comisario. Telecinco.

- Hospital Central. Telecinco.

- El monstruo del pozo. de Belén Macías.

- Negocis de familia. Canal 9.

### Cortometrajes
- 2ºA, de Alfonso Díaz.
- Lo sé, de Manuela Moreno.
- Manual for bored girls, de Jesús Plaza.
- Mi Kobayashi Maru, de José Luis Mora.
- Un millón, de Álex Rodrigo.
- Radial, de José Antonio Muela.
- Rebeca, de Roland De Middel.
- Acto Reflejo, de Alfonso Díaz.

- Mariposas, de Ángel Villaverde.

- Aguda. de Isaí Escalada.

- Llana. de Isaí Escalada.

- Esdrújula. de Isaí Escalada.

- El túnel, de Ricardo Yebra.

- Breve compendio de momentos felices, de Isaí Escalada.

- Sanat, de Ángel Villaverde.

- Los últimos días del cine, de Christopher Downs.

- Insomnia, de Héctor Sánchez.

- Cuando las cosas cambien, de Alber Ponte.

- 28mm, de Beatriz Olcina.

- Imagen, de Álvaro Figuerola.

- Desparejados, de Eli Navarro.

## Teatro.
- Spanish Horror Story, de Luis Sánchez-Polack.

- Parsifal (Ópera), dirigida por Werner Herzog.

- Terrorífica fiesta del pijama, de Carles San Jaime, Juli Disla y Victoria Salvador.

- Tres sombreros de copa, dirigida por Vicente Giner.

- Donaclown, de Andrés Moreno.

- XXX, de La Fura dels Baus.

## Premios y nominaciones.
- TALENTO RIURAU 2018. Premio concedido a su trayectoria como actriz, guionista y directora.[24]

- 20 FESTIVAL DE CINE DE FUENTES. Premio a Mejor Actriz de reparto por su trabajo en Un millón.

- MENCIÓN ESPECIAL DEL JURADO DE CORTOS CON PARA sEXo, su primer cortometraje como directora.

- VI PREMIO CORTOMETRAJISTA EJEMPLAR DE CORTOS CON Ñ.

- XVII MOSTRA DE CINEMA JOVE D’ELX 2014 (España) Premio del Jurado a la Mejor Actriz por su trabajo en 2ºA.

- FESTIVAL ROLL MADRID (España). Nominación a Mejor Actriz por su trabajo en 2ºA.

- FESTIVAL DE CORTOS “MENUDO CINE”. Premio a la Mejor Actriz por su trabajo en 2ºA.

- FESTIVAL DE CINE JUVENIL DE LA COMUNIDAD DE MADRID – CINEMADRID (España). Nominación a Mejor Actriz por su trabajo en 2ºA.

- FESTIVAL DE CORTOMETRAJES ISAAC ALBÉNIZ (España). Nominación a Mejor Actriz por su trabajo en 2ºA.

- CINEMÁLAGA 2013 (España). Nominación a Mejor Actriz por su trabajo en 2ºA.

## Formación.
- Seminario de interpretación impartido por Fernando Piernas.

- Cursos y seminarios en Estudio Juan Carlos Corazza para el actor.

- Arte Dramático en la ESAD, de Valencia.

- Canto Lírico (5 años).

- Danza clásica (2 años).